# Röbäck
Röbäck – miejscowość (tätort) w Szwecji, w regionie administracyjnym (län) Västerbotten, w gminie Umeå.
Według danych Szwedzkiego Urzędu Statystycznego liczba ludności wyniosła: 2460 (31 grudnia 2015), 2506 (31 grudnia 2018) i 2513 (31 grudnia 2019).